# Thricops genarum
Thricops genarum är en tvåvingeart som först beskrevs av Zetterstedt 1838.  Thricops genarum ingår i släktet Thricops och familjen husflugor. Arten är reproducerande i Sverige. Inga underarter finns listade i Catalogue of Life.